# チェリアーレ
チェリアーレ(伊: Ceriale)は、イタリア共和国リグーリア州サヴォーナ県にある、人口約5,400人の基礎自治体（コムーネ）。

## 地理

### 位置・広がり

#### 隣接コムーネ
隣接するコムーネは以下の通り。
- アルベンガ
- バレストリーノ
- ボルゲット・サント・スピーリト
- チザーノ・スル・ネーヴァ
- トイラーノ

### 地震分類
イタリアの地震リスク階級 (it) では、3 に分類される
。

## 姉妹都市
- Sucha Beskidzka、ポーランド 2007年

## Gallery

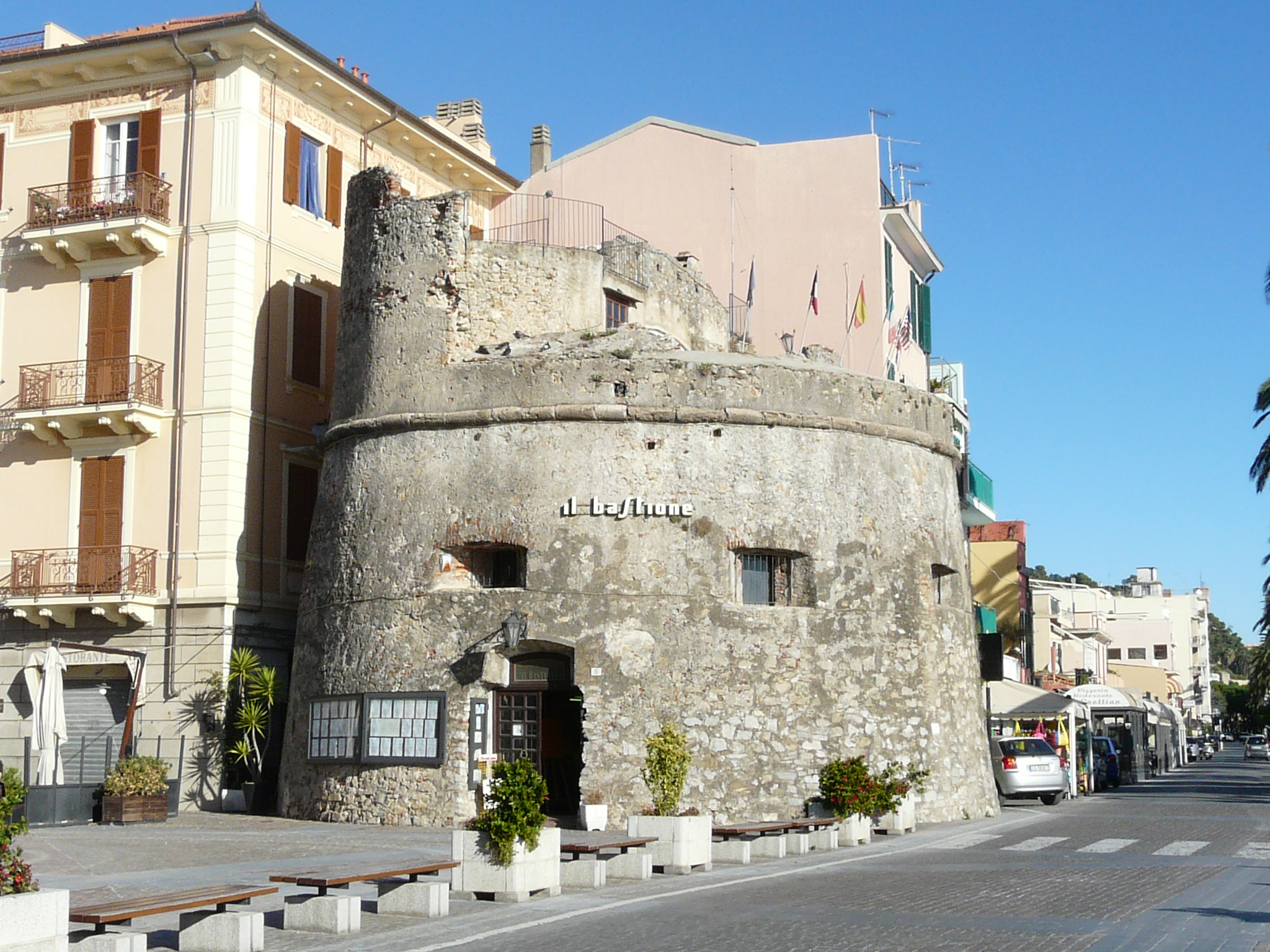
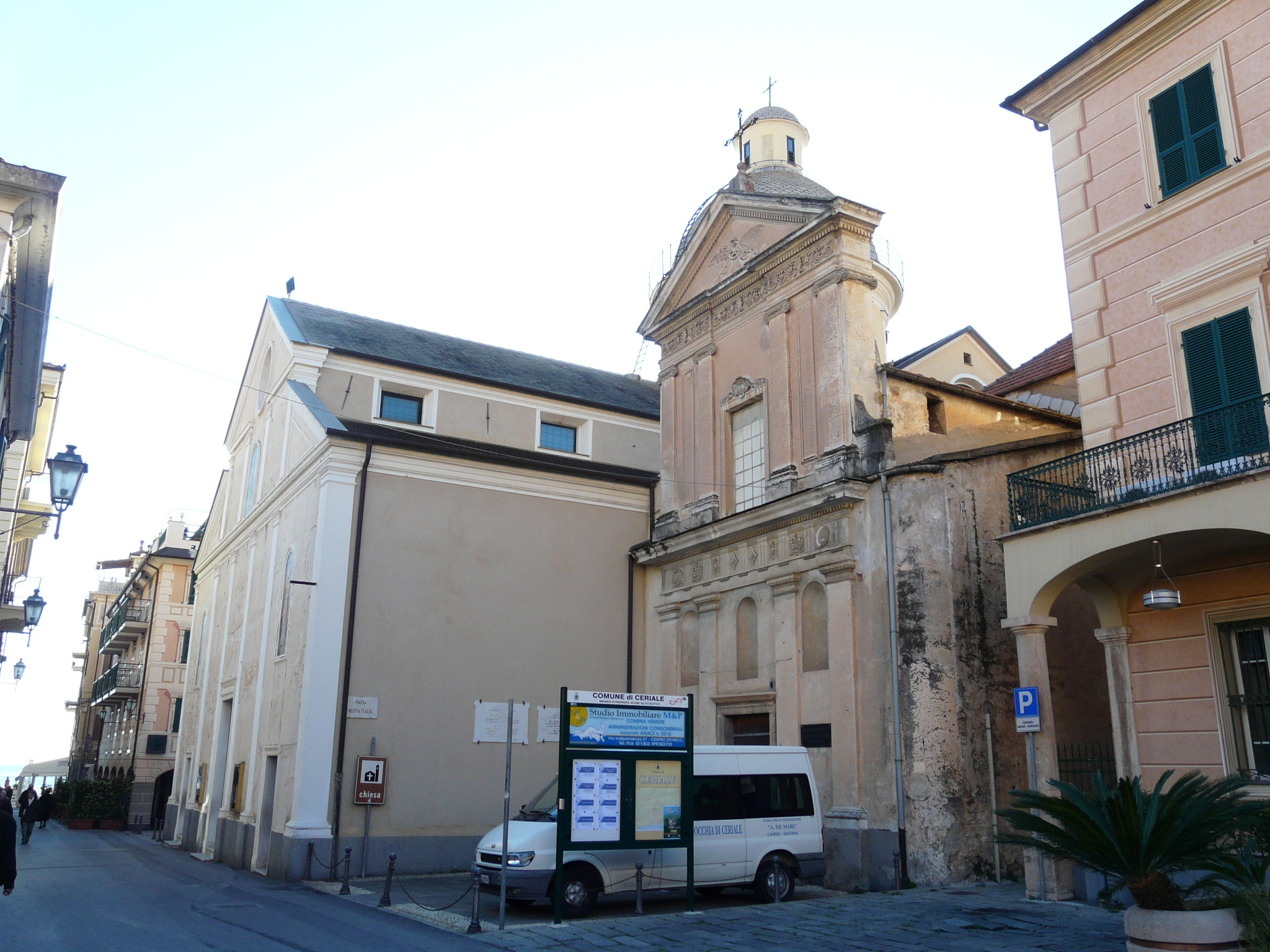
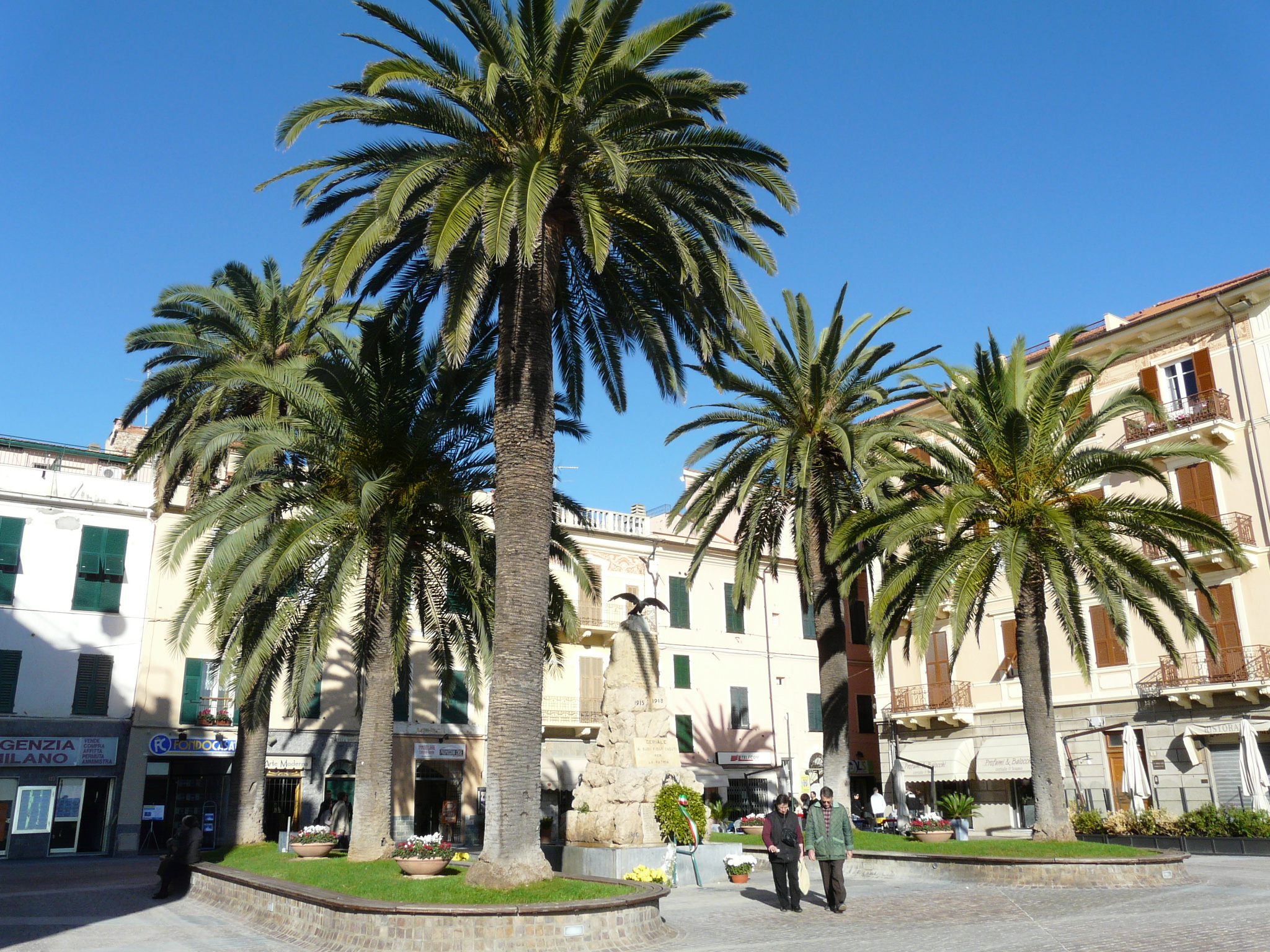
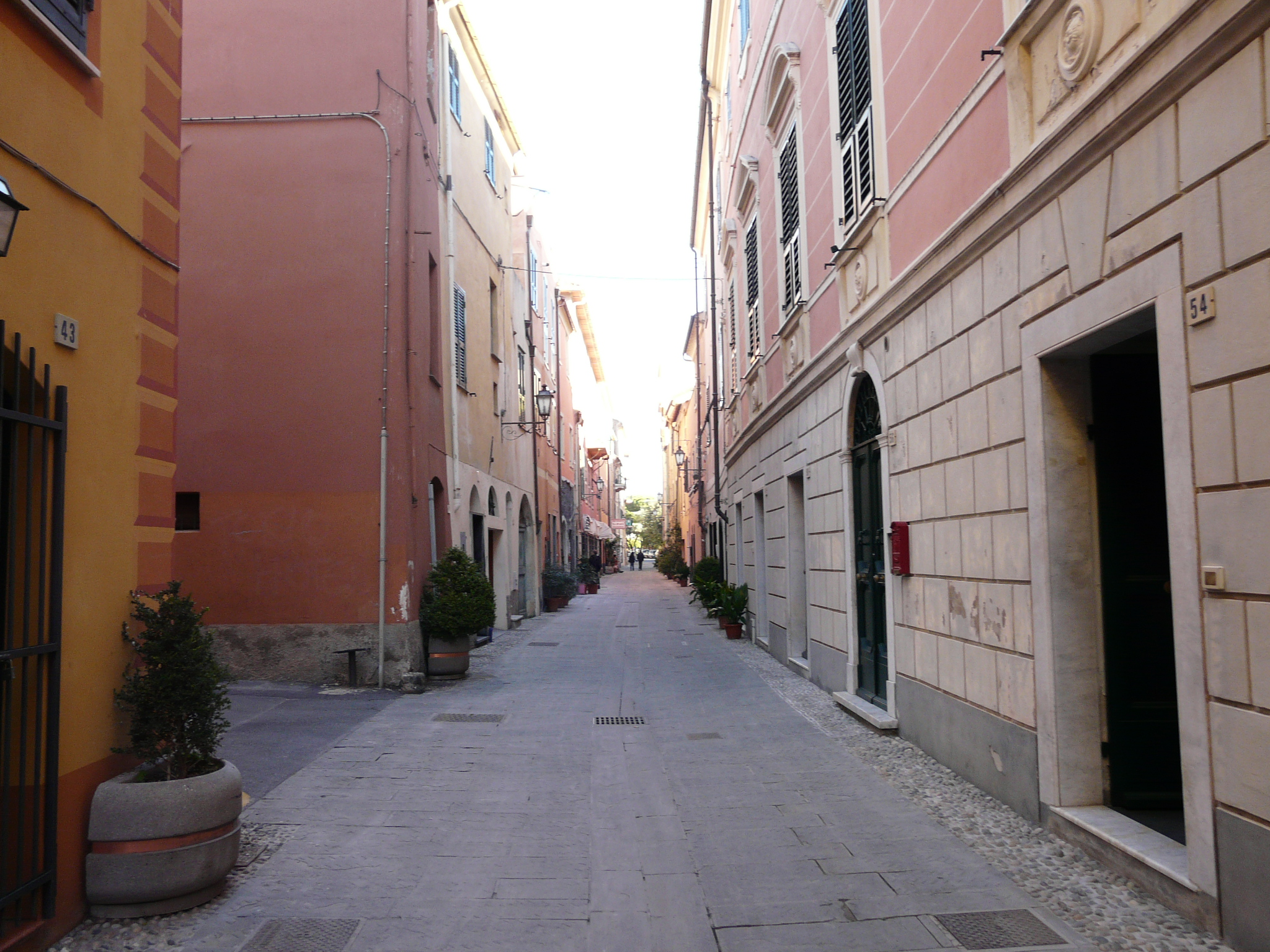
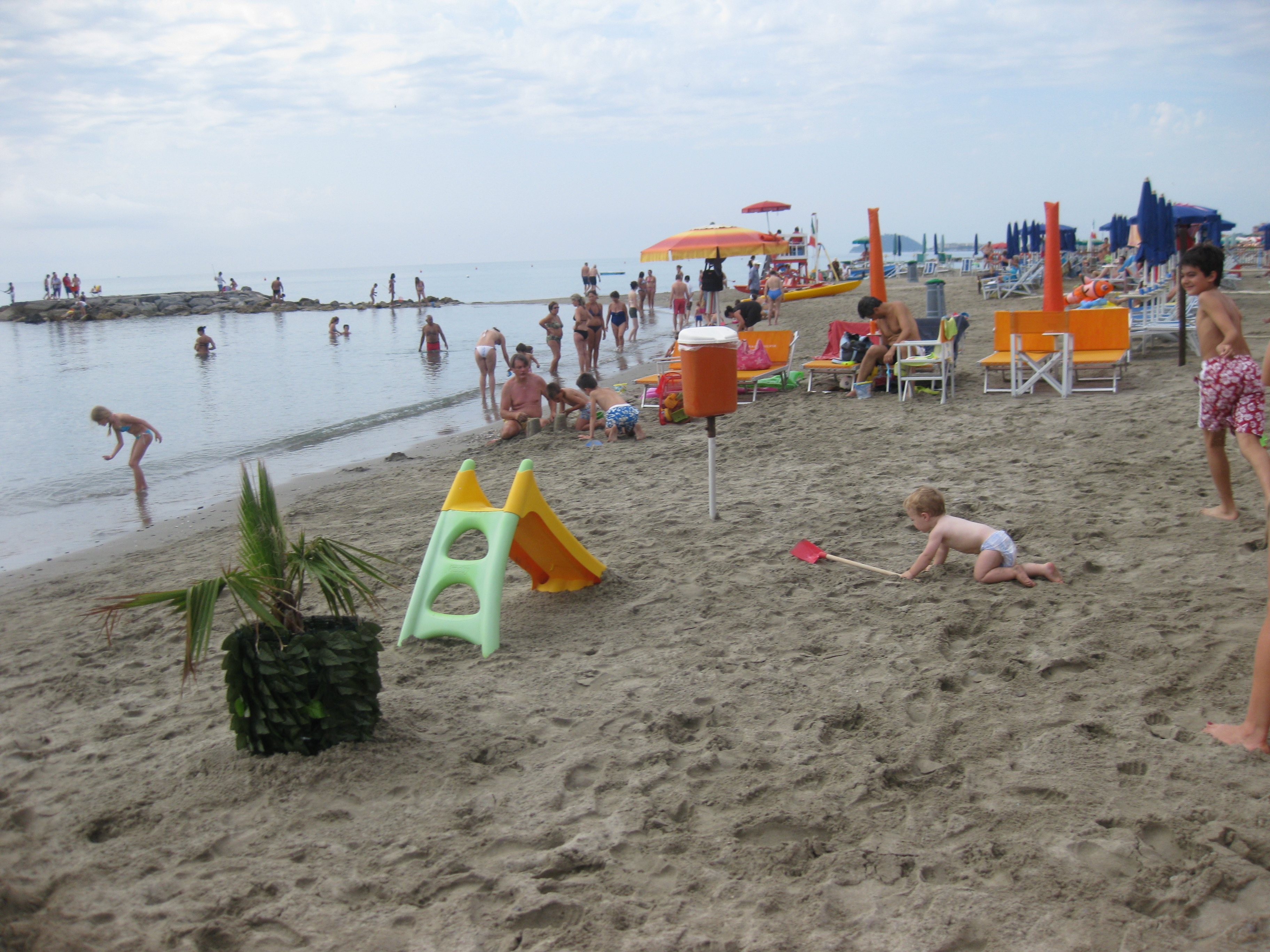
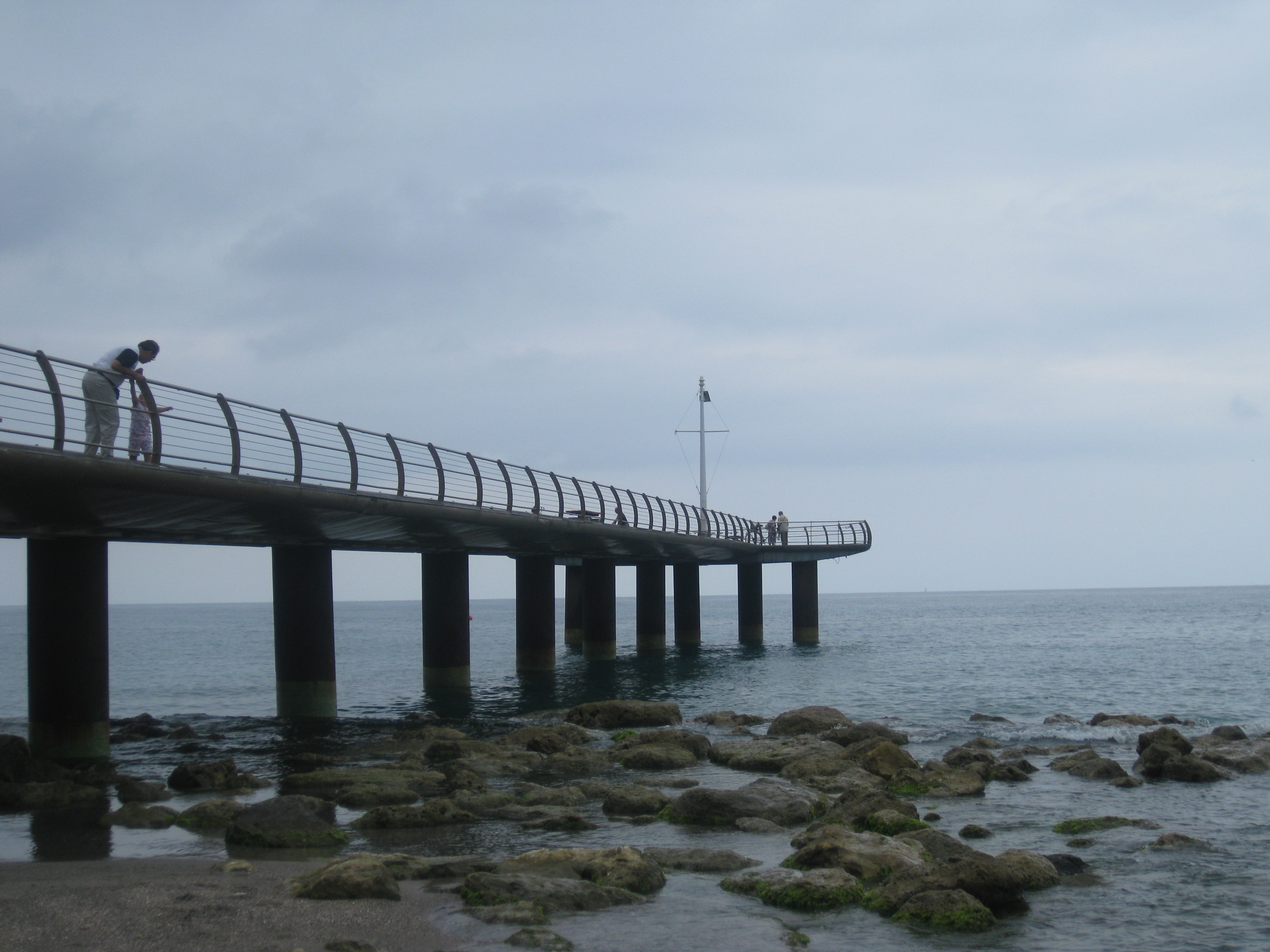
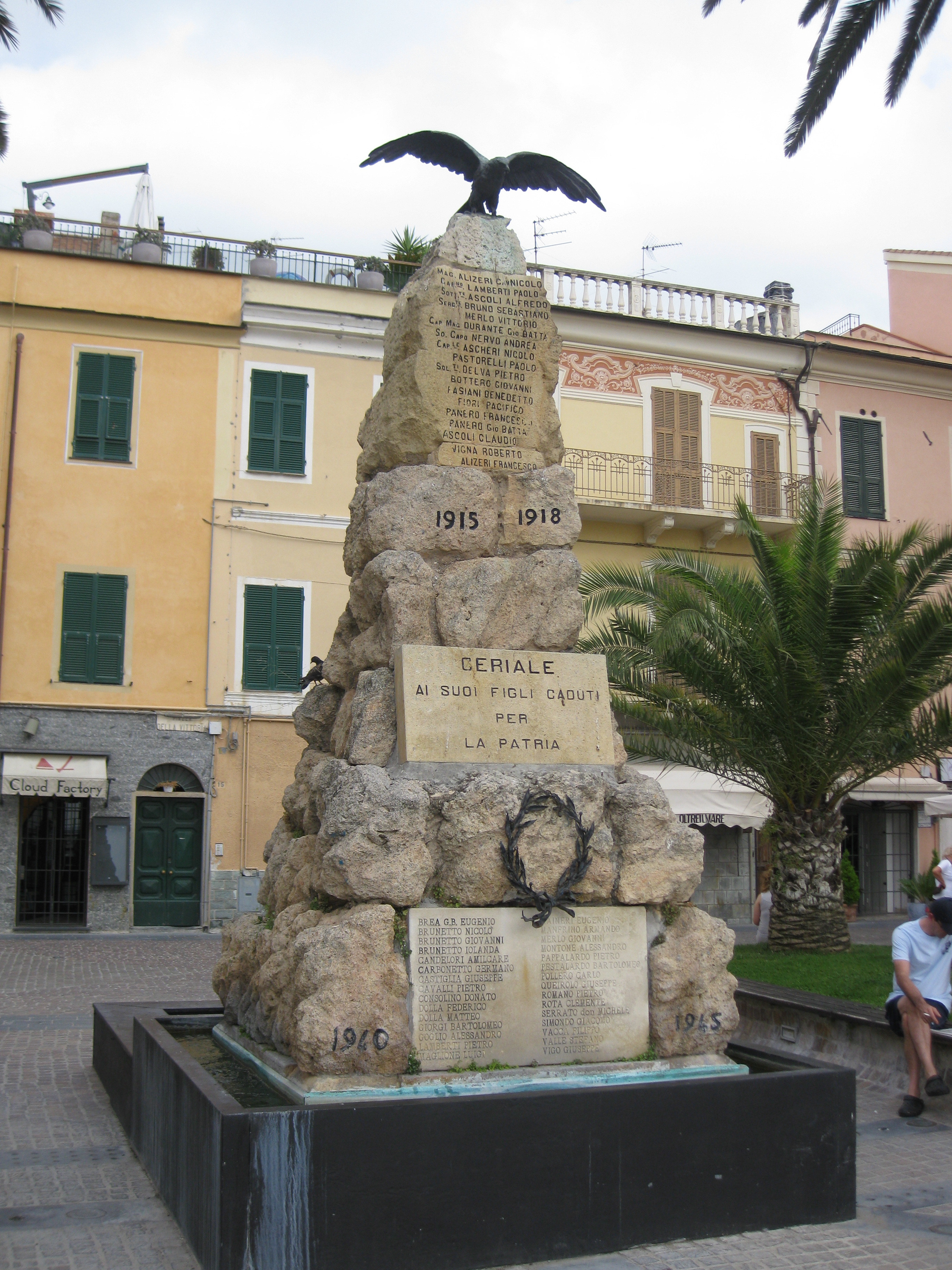